# Roc'n Rope
Roc'n Rope (ロックンロープ) is een arcadespel uit 1983 dat werd ontwikkeld en uitgegeven door Konami (op sommige markten door Kosuka/Interlogic). De speler bestuurt een archeoloog die alleen een zaklamp en een harpoen tot zijn beschikking heeft. Hiermee moet hij een reeks rotsige plateaus beklimmen. Het doel hierbij is om uiteindelijk een feniks te bereiken die boven op de berg zit. Onderweg komt de archeoloog dinosauriërs en holbewoners tegen, waar hij zich niet direct tegen kan verdedigen. Zijn enige manieren om deze tegenstanders te passeren zijn om ze tijdelijk te verblinden met zijn zaklamp of ze naar beneden te laten vallen door een harpoentouw onder hen vandaan te halen wanneer ze erop lopen. Hierdoor was het spel buitengewoon uitdagend voor zijn tijd. Bonusvoorwerpen die de archeoloog onderweg kan oppakken zijn feniksveren en fenikseieren, die ervoor zorgen dat de speler tijdelijk onkwetsbaar wordt voor tegenstanders.
Roc'n Rope werd later geporteerd naar de Atari 2600 en ColecoVision.

## Nalatenschap
Roc'n Rope was het eerste "wire action" spel. Het werd gezien als de basis voor Bionic Commando, dat in 1987 een grote hit werd. Tokuro Fujiwara noemde het een uitgebreidere versie van Roc'n Rope.